# Printemps de Séoul
 (mars 2023).
Si vous disposez d'ouvrages ou d'articles de référence ou si vous connaissez des sites web de qualité traitant du thème abordé ici, merci de compléter l'article en donnant les références utiles à sa vérifiabilité et en les liant à la section « Notes et références ».
Le Printemps de Séoul (hangeul : 서울의 봄) est une période de démocratisation de la Corée du Sud entre octobre 1979 et avril 1980. 

## Historique
Ce mouvement débute le 26 octobre 1979, jour de l'assassinat du dictateur Park Chung-Hee par Kim Jae-gyu.
Elle se termine le 17 mai 1980, jour qui marque le début du Soulèvement de Gwangju qui finit en répression sanglante. 
C'est un des mouvements précurseurs de la démocratisation du pays qui précède les manifestations démocratiques de juin 1987.